# گمینا ستسوو
گمینا ستسوو (به لهستانی:  Gmina Syców) یک گمینا در لهستان است که در شهرستان اولشنگتسا واقع شده‌است. گمینا ستسوو ۱۴۴٫۷۹ کیلومتر مربع مساحت و ۱۶٬۳۳۰ نفر جمعیت دارد.